# Conosco i segni de l'antica fiamma
Conosco i segni de l'antica fiamma è un verso di Dante, del XXX canto del Purgatorio della Divina Commedia: è un omaggio finale alla sua precedente guida Virgilio, quand'egli avverte la presenza di Beatrice, e si confida con lui (pensando che sia ancora alla sua sinistra, mentre è in realtà già lontano):
(Purgatorio, XXX, 46-48)
Si tratta infatti della traduzione del ventitreesimo verso del quarto libro dell'Eneide di Virgilio (Agnosco veteris vestigia flammae), ma esprime uno struggimento diverso da quello nostalgico delle parole di Didone alla sorella Anna, è piuttosto la condizione di un estremo "segno dello sconvolgimento amoroso" (Bianca Garavelli). Un verso analogo esprimeva già prima questo stato d'animo, quando il poeta diceva che il suo spirito ...d'antico amor sentì la gran potenza (v.39). 